# Oeloegbek Bakajev
Oeloegbek Bakajev (Oezbeeks: Улуғбек Бақоев; Buchara, 28 november 1978) is een Oezbeeks voormalig voetballer die doorgaans als spits speelde.

## Clubcarrière
Bakojev speelde het grootste gedeelte van zijn carrière in de Kazachse Premjer-Liga en scoorde daarin meer dan honderd doelpunten, voornamelijk in dienst van Tobol Qostanay. Hij kroonde zich tot landskampioen in 2010, waar hij in 2008 de Oezbeekse Oliy liga wist te winnen. Tevens werd hij in Kazachstan topscorer in 2004, 2010, 2011 en 2012. In 2017 zette hij een punt achter zijn actieve loopbaan.